# 刘仲奎
刘仲奎（1963年7月—），男，汉族，甘肃通渭人，中华人民共和国政治人物、数学家。

## 生平
刘仲奎为通渭县鸡川镇四合村人，曾担任西北师范大学校长、教授、博士生导师，现任甘肃省政协副主席，民盟中央常委，民盟甘肃省委主委。第十四届全国政协委员。

## 延伸阅读
- 刘仲奎. . 中国北京: 科学出版社. 2008. ISBN 9787030203700. OCLC 956432932.